# Arquidiocese de Niterói
A Arquidiocese de Niterói (Archidioecesis Nictheroyensis) é uma circunscrição eclesiástica da Igreja Católica no estado do Rio de Janeiro. Pertence ao Conselho Episcopal Regional Leste I da Conferência Nacional dos Bispos do Brasil. A sede arquiepiscopal está na cidade de Niterói, no estado do Rio de Janeiro.

## Histórico
A Diocese de Niterói foi erigida pelo Papa Leão XIII a 27 de abril de 1892, através da bula "Ad universas orbis Ecclesias", a cuja jurisdição se subordinava o estado do Espírito Santo. A Diocese do Espírito Santo seria criada pelo Papa Leão XIII a 15 de novembro de 1895, pela bula "Sanctissimo Domino Nostro", desmembrada da Diocese de Niterói, sendo seu Administrador Apostólico (de 1895 a 1897) o primeiro Arcebispo de São Sebastião do Rio de Janeiro, Dom João Fernando Tiago Esberard.

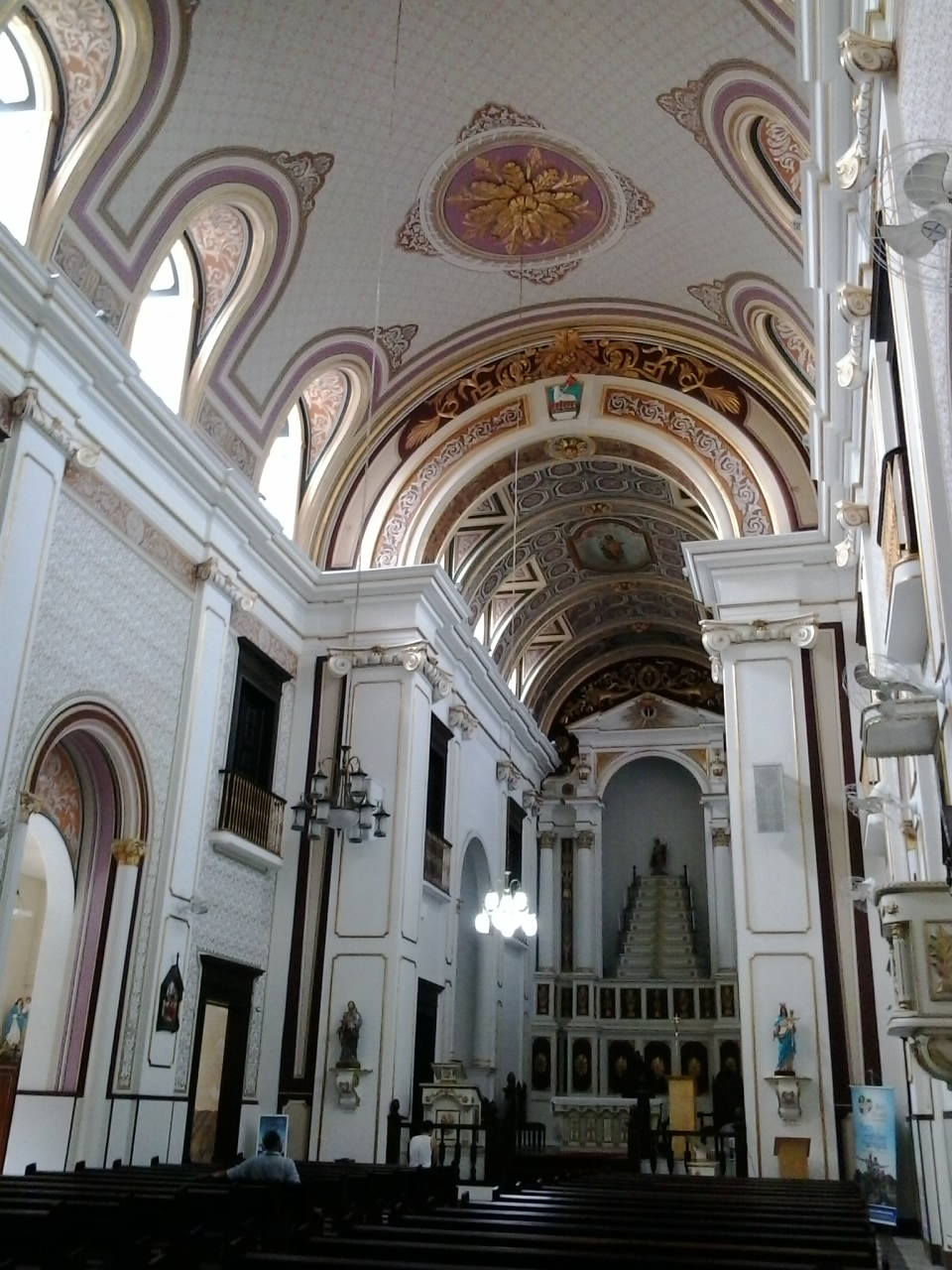
Interior da Catedral Metropolitana de Niterói.

A razão de não ter sido Administrador Apostólico o primeiro Bispo de Niterói, Dom Francisco do Rego Maia, foi de a sede de Niterói ter sido transferida, a 6 de junho de 1895, para a cidade de Campos dos Goytacazes, pro tempore, tomando posse a 2 de julho, na Igreja de São Francisco da Penitência, constituída Catedral, em virtude de decreto de Leão XIII, permanecendo, todavia, com o nome de Diocese de Niterói. Em consequência da Revolta da Armada, no tempo de Floriano, já havia Dom Rego Maia fixado residência em Nova Friburgo, onde permaneceu durante um ano e três meses.
Em 16 de julho de 1897, Leão XIII, desmembrando Petrópolis da Arquidiocese de São Sebastião do Rio de Janeiro, tendo o referido Dom Francisco do Rego Maia aí tomado posse a 12 de setembro do mesmo ano. Dom Francisco do Rego Maia continuou, entretanto, a residir em Petrópolis, pois a sede episcopal só voltaria para Niterói a 25 de fevereiro de 1908, por decreto do Papa Pio X. 
No dia 4 de dezembro de 1922, o papa Pio XI cria a Diocese de Barra do Piraí, desmembrada da Diocese de Niterói. Esta nova diocese passa a abranger todo o Sul Fluminense, a Baixada Fluminense e a região da Costa Verde. 
A Diocese de Niterói foi elevada a Arquidiocese e sede metropolitana pelo Papa João XXIII, a 26 de março de 1960, graças à Bula "Quandoquidem verbis", tendo sido seu primeiro Arcebispo Dom Antônio de Almeida Moraes Júnior. 
O titular da igreja Catedral e Padroeiro da Arquidiocese é São João Batista, e Nossa Senhora Auxiliadora Padroeira, aeque principalis.

## Paróquias
A Arquidiocese de Niterói compreende 14 municípios da região da capital e do interior do Estado do Rio de Janeiro, formando ao todo 73 paróquias e 1 quase-paróquia divididas em 6 vicariatos.

## Bispos e Arcebispos
|                     | Nome                                   | Período    | Notas                                |
| Arcebispos          | Arcebispos                             | Arcebispos | Arcebispos                           |
| ------------------- | -------------------------------------- | ---------- | ------------------------------------ |
| 5º                  | José Francisco Rezende Dias            | 2011-atual |                                      |
| 4º                  | Alano Maria Pena, O.P.                 | 2003-2011  | Arcebispo emérito                    |
| 3º                  | Carlos Alberto Etchandy Gimeno Navarro | 1990-2003  |                                      |
| 2º                  | José Gonçalves Costa, C.Ss.R.          | 1979-1990  |                                      |
| 1º                  | Antônio de Almeida Moraes Júnior       | 1960-1979  |                                      |
| Arcebispo coadjutor |                                        |            |                                      |
|                     | José Gonçalves Costa, C.Ss.R.          | 1975-1979  |                                      |
| Bispos diocesanos   |                                        |            |                                      |
| 6°                  | Carlos Gouveia Coelho                  | 1954-1960  | Nomeado Arcebispo de Olinda e Recife |
| 5°                  | João da Matha de Andrade Amaral        | 1948-1954  |                                      |
| 4°                  | José Pereira Alves                     | 1928-1947  |                                      |
| 3°                  | Agostinho Francisco Benassi            | 1908-1927  |                                      |
| 2°                  | João Francisco Braga                   | 1902-1907  | Nomeado Arcebispo de Curitiba        |
| 1°                  | Francisco do Rego Maia                 | 1893-1901  | Nomeado Bispo de Belém do Pará       |
| Bispos auxiliares   |                                        |            |                                      |
|                     | Geraldo de Paula Souza, C.Ss.R.        | 2022-atual |                                      |
|                     | Luiz Antônio Lopes Ricci               | 2017-2020  | Nomeado Bispo de Nova Friburgo       |
|                     | Roberto Francisco Ferrería Paz         | 2008-2011  | Nomeado Bispo de Campos              |
|                     | Paulo Lopes de Faria                   | 1980-1983  | Nomeado Bispo de Itabuna             |
|                     | José de Almeida Batista Pereira        | 1953-1955  | Nomeado Bispo de Sete Lagoas         |